# Confesión de Schleitheim
La Confesión de Schleitheim es una confesión de fe de los anabaptistas suizos, apoyada de forma unánime en una reunión de anabaptistas suizos en 1527 en Schleitheim (Suiza). 

## Origen

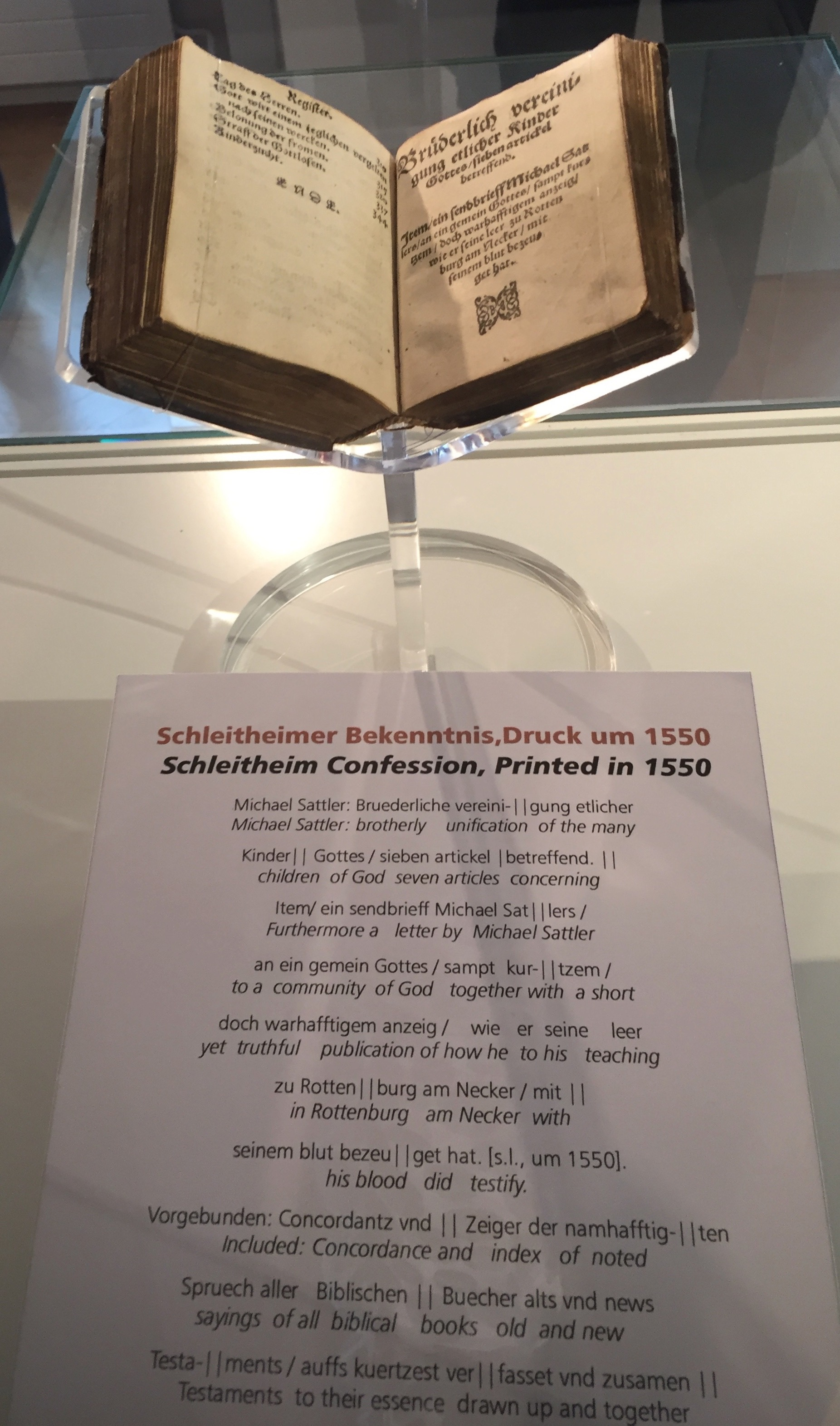
Confesión de Schleitheim impresa en 1550, exhibida en la Sala Anabaptista del Museo de Historia Local en Schleitheim, Suiza.

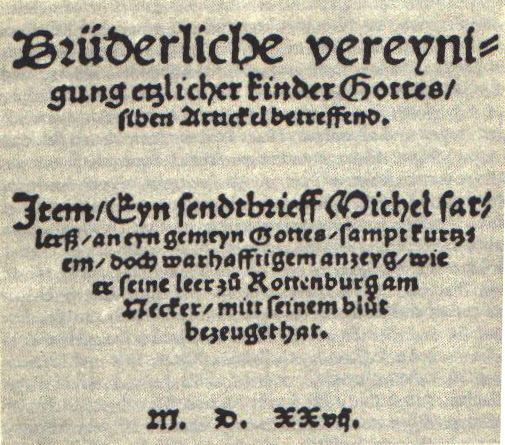
Página del título de la Confesión de Schleitheim.

La Confesión de Schleitheim fue publicad por los anabaptistas suizos, apoyada de forma unánime en una reunión de anabaptistas suizos en 1527 en Schleitheim (Suiza). La mayoría de los historiadores opinan que la confesión fue escrita por Michael Sattler aunque las decisiones fueran tomadas por todos los asistentes.

## Doctrinas
La Confesión consta de siete artículos, escritos durante un periodo de intensa persecución:
BautismoEl bautismo está reservado para creyentes adolescentes o adultos (bautismo del creyente) y se debe administrar a aquellos que se han arrepentido conscientemente y creído que Cristo murió por sus pecados (las características de un nuevo nacimiento). Se repudia el bautismo de los infantes.
ExcomuniónUn cristiano debe vivir con disciplina y caminar por caminos de rectitud. Los deslices son aceptables, pero las ofensas continuas deben remediarse con advertencias y la excomunión como último recurso.
Partición del Pan (Comunión)Sólo aquellos que han sido bautizados pueden tomar parte en la comunión.
Separación del MalLa comunidad de los cristianos no debe tener asociación con aquellos que se mantienen descarriados en desobediencia y con un espíritu de rebelión contra Dios. Esto incluye al Papa y a todos sus perversos y santurrones subalternos.
Pastores en la IglesiaLos pastores deberían ser hombres de buena reputación. Algunas de las responsabilidades que deben asumir fielmente son enseñar, disciplinar, la excomunión y los sacramentos.
EspadaNo se debe de ejercer la violencia bajo ninguna circunstancia. El camino de la no violencia está ejemplificada por Cristo, el cual nunca fue beligerante al enfrentarse a la  persecución o al castigar el pecado.
JuramentoNo se deben hacer nunca juramentos, puesto de Jesús prohibió prestar juramentos.